# Adsbøl
 For alternative betydninger, se Adsbøl (flertydig). (Se også artikler, som begynder med Adsbøl)
Adsbøl (tysk: Atzbüll) er en landsby 2 km nordøst for Gråsten, på den nordlige side af Nybøl Nor i Sønderjylland med 309 indbyggere  (2025). Landsbyen ligger i Gråsten-Adsbøl Sogn i Sønderborg Kommune, Region Syddanmark. Indtil januar 2007 var landsbyen en del af Gråsten Kommune.
Sekundærrute 481 passerer tværs gennem byen.
Bækken Fiskbæk udspringer ved Grøngrøft længere vestpå. Bækken er relativt klarvandet, og bruges som gydevandløb af havørreder.[kilde mangler] Der er rester af to gamle karpedamme med stemmeværker.
Adsbøl Kirke er fra 1200-tallet og har gennemgået flere ombygninger op gennem tiderne. Den hvidkalkede kirke består af et romansk kor og et skib med gotisk vestforlængelse. I 1926 opførtes ved skibets vestgavl et klokkehus i træ. Kirken har 3 klokker; en middelalderlig messeklokke og en stor klokke fra 1503.
Adsbøl Borgerforenings formål er at fremme sammenholdet mellem beboerne og virke upolitisk for lokale interesser. Foreningen virker bl.a. ved afholdelse af foredrag, festlige sammenkomster og lignende.
Fra 1801 til 1973 var der folkeskole.[kilde mangler] En kristen friskole købte bygningerne i 1982 og lukkede 2010. 17.11.2010 blev bygningerne overtaget af Gråsten Friskole (nu Æblegård Friskole) med endelig indflytning 17.11.2010.

## Historie
Adsbøl er opstået omkring 1100-1200 i forbindelse med den nu forsvundne herregård Holbæk ved Nybøl Nor. Herregårdens markareal var ikke ret stort, men den havde store bygninger og var befæstet med en voldgrav. Der hørte sandsynligvis en halv
snes bøndergårde til den. Fæsterne betalte landgilde og ydede hovarbejde for herremanden på Holbæk.
Adsbøl sogn hørte først under Ullerup, fra 1567 blev det selvstændigt. Fra 1708 var sognepræsten i Adsbøl tillige hofpræst i Gråsten for hertugen, og betjente Adsbøl-Graasten, som kaldet hed. Fra 1979 ændredes navnet til Graasten-Adsbøl pastorat.
Adsbøl Kirke blev beskadiget under svenskekrigen i 1658-59, men man fik hurtigt gjort kirken anvendelig igen.
Adsbøl Kirkes sengotiske klokke måtte under 1. verdenskrig afleveres til omsmeltning til brug for den tyske krigsindustri. Som erstatning herfor modtog kirken en "Genforeningsklokke". Messeklokken hænger i dag i våbenhuset.
Adsbøl Station var et tidligere holdested på Sønderborgbanen. Fra starten i 1901 var det den eneste på strækningen der ikke fik betegnelse af station, men derimod et billetsalgssted uden sidespor. Bortset fra en landejendom var der ingen bebyggelse på stedet. Da det netop var så øde blev det nedsat til trinbræt allerede i 1925 og det var også den første der lukkede på strækningen i 1955.
20.08 2007 var et voldsomt skybrud skyld i, at jernbanedæmningen ved Kobberholmvej brød sammen. Samtidig blev et stykke af landevejen mellem Sønderborg og Gråsten skyllet væk. Regnmængderne blev målt til op til 156 mm på 2 timer.